# Porophyllum ruderale
Porophyllum ruderale, (quechua: killkiña), (castellà: Quirquiña, Killi, Cilandro boliviano, Papaloquelite o Papa-ho), és una espècie botànica pertanyent a la família de les asteráceas.
És una planta herbàcia les fulles de la qual són utilitzades per assaonar i ressaltar amanides i salses picants: s'utilitza en els plats típics principalment per elaborar el picant llajwa. El seu sabor és descrit com «entre rúcula, coriandre i rude».
La planta creix de forma comuna a Mèxic, Bolívia, el Perú, zones del nord de l'Argentina, i altres països de Sud-amèrica. Quan la planta acaba de créixer aconsegueix els 13 dm d'alt per 50 de diàmetre. Creix principalment a les zones andines i subandines. És comestible i és utilitzada també en la sopa pel seu agradable sabor.

## Sinonímia
| - Cacalia porophyllum L. - Cacalia ruderalis (Jacq.) Sw. - Kleinia porophyllum (L.) Willd. - Kleinia ruderalis Jacq. - Porophyllum ellipticum Cass. | - Porophyllum latifolium Benth. - Porophyllum macrocephalum DC. - Porophyllum porophyllum (L.) Kuntze - Porophyllum ruderale subsp. macrocephalum (DC.) R.R.Johnson - Tagetes integrifolia Muschl. |